# Неравенство Йенсена

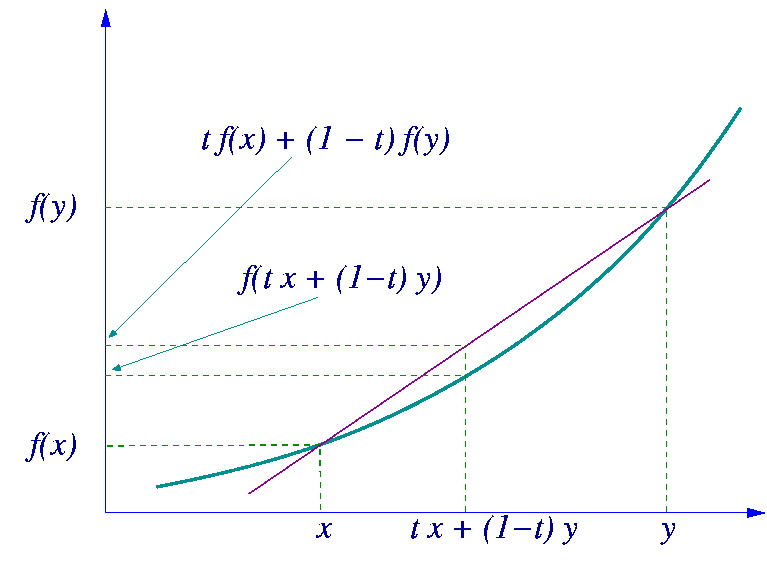
Неравенство Йенсена обобщает утверждение, что хорда к графику выпуклой функции находится над графиком

Нера́венство Йе́нсена — неравенство, связанное с понятием выпуклой функции.

## Формулировки

### Сумматорный вариант неравенства
Пусть функция {\displaystyle f} является выпуклой на некотором интервале {\displaystyle I} и числа {\displaystyle \ q_{1},q_{2},\ldots ,q_{n}} (веса) таковы, что
{\displaystyle q_{1},q_{2},\ldots ,q_{n}>0} и {\displaystyle q_{1}+q_{2}+\ldots +q_{n}=1.}
Тогда каковы бы ни были числа {\displaystyle x_{1},x_{2},\ldots ,x_{n}} из {\displaystyle I}, выполняется неравенство, известное под названием неравенства Йенсена:
{\displaystyle f(q_{1}x_{1}+q_{2}x_{2}+\ldots +q_{n}x_{n})\leqslant q_{1}f(x_{1})+q_{2}f(x_{2})+\ldots +q_{n}f(x_{n}),}
или
{\displaystyle f\left(\sum _{i=1}^{n}q_{i}x_{i}\right)\leqslant \sum _{i=1}^{n}q_{i}f(x_{i}).}
Замечания:
- Если функция {\displaystyle f(x)} вогнута (выпукла вверх), то знак в неравенстве меняется на противоположный.
- Сам Иоган Йенсен исходил из более частного условия, отвечающего случаю {\displaystyle q_{1}=q_{2}={\frac {1}{2}}}: {\displaystyle f\left({\frac {x_{1}+x_{2}}{2}}\right)\leqslant {\frac {f(x_{1})+f(x_{2})}{2}}.}

Для непрерывных функций оно эквивалентно выпуклости.
Доказательство проводится методом математической индукции.
- Для {\displaystyle n=2} неравенство следует из определения выпуклой функции как функции, надграфик которой является выпуклым множеством, и, следовательно, хорда, стягивающая точки {\displaystyle {\big (}x_{1},f(x_{1}){\big )}} и {\displaystyle {\big (}x_{2},f(x_{2}){\big )}}, лежит выше графика. Неравенство Йенсена означает это соотношение для точек графика и хорды, абсциссы которых равны {\displaystyle q_{1}x_{1}+q_{2}x_{2}}.
- Допустим, что неравенство верно для какого-либо натурального числа {\displaystyle n}, докажем, что оно верно и для {\displaystyle n+1}, то есть {\displaystyle f(q_{1}x_{1}+q_{2}x_{2}+\ldots +q_{n}x_{n}+q_{n+1}x_{n+1})\leqslant q_{1}f(x_{1})+q_{2}f(x_{2})+\ldots +q_{n}f(x_{n})+q_{n+1}f(x_{n+1}).} С этой целью заменим слева сумму двух последних слагаемых {\displaystyle q_{n}f(x_{n})+q_{n+1}f(x_{n+1})} одним слагаемым {\displaystyle (q_{n}+q_{n+1})\left({\frac {q_{n}}{q_{n}+q_{n+1}}}f(x_{n})+{\frac {q_{n+1}}{q_{n}+q_{n+1}}}f(x_{n+1})\right);} это даст возможность воспользоваться неравенством для {\displaystyle n} и установить, что выражение выше не превосходит суммы {\displaystyle q_{1}f(x_{1})+q_{2}f(x_{2})+\ldots +(q_{n}+q_{n+1})f\left({\frac {q_{n}}{q_{n}+q_{n+1}}}x_{n}+{\frac {q_{n+1}}{q_{n}+q_{n+1}}}x_{n+1}\right).} Остаётся лишь применить к значению функции в последнем слагаемом неравенство для {\displaystyle n=2}. Таким образом по методу математической индукции неравенство Йенсена полностью доказано.

Сумматорное неравенство Йенсена было известно еще Гёльдеру.

### Геометрическая интерпретация
Точка {\displaystyle {\Big (}\sum \limits _{i=1}^{n}q_{i}x_{i};\sum \limits _{i=1}^{n}q_{i}f(x_{i}){\Big )}} является выпуклой комбинацией {\displaystyle n} точек {\displaystyle {\big (}x_{1},f(x_{1}){\big )},{\big (}x_{2},f(x_{2}){\big )},\dots ,{\big (}x_{n},f(x_{n}){\big )}} плоскости, лежащих на графике функции {\displaystyle f}. Из определения выпуклой функции следует, что выпуклая оболочка этого множества точек лежит над графиком функции {\displaystyle f}, а это и означает, что {\displaystyle f{\Big (}\sum \limits _{i=1}^{n}q_{i}x_{i}{\Big )}\leqslant \sum \limits _{i=1}^{n}q_{i}f(x_{i})}.

### Интегральная формулировка
Пусть {\displaystyle \varphi } — выпуклая функция, {\displaystyle \mu } — вероятностная мера, а функции {\displaystyle f} и {\displaystyle \varphi (f)} интегрируемы. Тогда
{\displaystyle \varphi \left(\int f\,d\mu \right)\leqslant \int \varphi (f)\,d\mu .}
Для случая меры Лебега это неравенство имеет вид
{\displaystyle \varphi \left({\frac {1}{b-a}}\int _{a}^{b}f(x)\,dx\right)\leqslant {\frac {1}{b-a}}\int _{a}^{b}\varphi {\big (}f(x){\big )}\,dx.}

### Вероятностная формулировка
Пусть {\displaystyle (\Omega ,{\mathcal {F}},\mathbb {P} )} — вероятностное пространство, и {\displaystyle X\colon \Omega \to \mathbb {R} } — определённая на нём случайная величина.
Пусть также {\displaystyle \varphi \colon \mathbb {R} \to \mathbb {R} } — выпуклая (вниз) борелевская функция.
Тогда если {\displaystyle X,\varphi (X)\in L^{1}(\Omega ,{\mathcal {F}},\mathbb {P} )}, то
{\displaystyle \varphi (\mathbb {E} [X])\leqslant \mathbb {E} [\varphi (X)],}
где {\displaystyle \mathbb {E} [\cdot ]} означает математическое ожидание.

#### Неравенство Йенсена для условного математического ожидания
Пусть в дополнение к предположениям, перечисленным выше, {\displaystyle {\mathcal {G}}\subset {\mathcal {F}}} — под-σ-алгебра событий. Тогда
{\displaystyle \varphi (\mathbb {E} [X\mid {\mathcal {G}}])\leqslant \mathbb {E} [\varphi (X)\mid {\mathcal {G}}],}
где {\displaystyle \mathbb {E} [\cdot \mid {\mathcal {G}}]} обозначает условное математическое ожидание относительно σ-алгебры {\displaystyle {\mathcal {G}}}.

## Частные случаи

### Неравенство Гёльдера
Пусть {\displaystyle a_{1},\dots ,a_{n},b_{1},\dots ,b_{n}} — положительные числа, {\displaystyle p,q>1}, причём {\displaystyle {\frac {1}{p}}+{\frac {1}{q}}=1}. Тогда
{\displaystyle \sum _{i=1}^{n}a_{i}b_{i}\leqslant {\Big (}\sum _{i=1}^{n}a_{i}^{p}{\Big )}^{\frac {1}{p}}{\Big (}\sum _{i=1}^{n}b_{i}^{q}{\Big )}^{\frac {1}{q}}.}

### Неравенство о среднем арифметическом, геометрическом и гармоническом
Пусть {\displaystyle f(x)=\ln x} (вогнутая функция). Имеем:
{\displaystyle \sum _{i=1}^{n}q_{i}\ln x_{i}\leqslant \ln {\Big (}\sum _{i=1}^{n}q_{i}x_{i}{\Big )},}
или
{\displaystyle \ln \prod _{i=1}^{n}x_{i}^{q_{i}}\leqslant \ln \sum _{i=1}^{n}q_{i}x_{i}.}
Потенцируя, получаем неравенство
{\displaystyle \prod _{i=1}^{n}x_{i}^{q_{i}}\leqslant \sum _{i=1}^{n}q_{i}x_{i}.}
В частности, при {\displaystyle q_{i}={\frac {1}{n}}} получаем неравенство Коши (среднее геометрическое не превосходит среднего арифметического):
{\displaystyle {\sqrt[{n}]{x_{1}\ldots x_{n}}}\leqslant {\frac {x_{1}+\ldots +x_{n}}{n}}.}

### Неравенство между средним гармоническим и средним геометрическим
Пусть {\displaystyle f(x)=x\ln x} (выпуклая функция). Имеем:
{\displaystyle {\Big (}\sum _{i=1}^{n}q_{i}x_{i}{\Big )}\ln {\Big (}\sum _{i=1}^{n}q_{i}x_{i}{\Big )}\leqslant \sum _{i=1}^{n}q_{i}x_{i}\ln x_{i}.}
Положив
{\displaystyle q_{i}={\frac {\dfrac {1}{x_{i}}}{\displaystyle \sum _{i=1}^{n}{\dfrac {1}{x_{i}}}}}}
и потенцируя, получаем:
{\displaystyle {\frac {n}{{\dfrac {1}{x_{1}}}+\ldots +{\dfrac {1}{x_{n}}}}}\leqslant (x_{1}\cdot \ldots \cdot x_{n})^{1/n}}
(среднее гармоническое не превосходит среднего геометрического).

### Неравенство между средним гармоническим и средним арифметическим
Пусть {\displaystyle f(x)={\frac {1}{x}}} (выпуклая функция). Имеем:
{\displaystyle {\frac {1}{\displaystyle \sum _{i=1}^{n}q_{i}x_{i}}}\leqslant \sum _{i=1}^{n}{\frac {q_{i}}{x_{i}}}.}
В частности при {\displaystyle q_{i}={\frac {1}{n}}} получаем, что среднее гармоническое не превосходит среднего арифметического:
{\displaystyle {\frac {n}{{\dfrac {1}{x_{1}}}+\ldots +{\dfrac {1}{x_{n}}}}}\leqslant {\frac {x_{1}+\ldots +x_{n}}{n}}.}